# 俠盜獵車手：自由城傳奇
《俠盜獵車手：自由城故事》是俠盜獵車手系列其中一個外傳故事，本作為PSP平台上的最暢銷遊戲。遊戲於2005年10月25日及11月4日分別在美國及英國推出，根據其官方網站中的介绍，遊戲由 Take-Two Interactive的子公司 Rockstar Games、Rockstar North 及 Rockstar Leeds 共同創作。其後繼作品為侠盗猎车手：罪恶城故事（GTA: Vice City Stories）。
遊戲於2006年6月6日及6月22日分別在北美及歐洲（包括英國）推出 PlayStation 2 版本，其建議零售價分別為19.99美元、19.99英鎊及 29.99歐元。與 PSP 版本比較，PS2 版本不支援多人遊戲及自訂音樂功能，而且內容也有少量分別。遊戲在2015年12月17日推出iOS版本，Android版本則在2016年2月11日推出。

## 故事背景
遊戲發生地為自由城（與俠盜獵車手III相同），但時間則設為1998年5月紐約，即俠盜獵車手III的三年前,也意有所指的讓玩家見證了Leone Family在Portland的勢力瓦解還有其他在俠盜獵車手III讓人起疑的地方。主角為托尼.西普莱尼（Toni Cipriani）在服滿刑期4年後重新踏足自由城，由里昂家族的領導人薩爾瓦多·里昂（Salvatore Leone）的協助下，主角重新踏入地下世界暫時為他助手维琴佐·西利辦事。
遊戲開始時，自由城運輸工人因反對興建卡拉漢大橋及波特隧道（Porter Tunnel）而進行全城的大罷工，波特蘭及史丹頓島（Staunton Island）之間的渡輪服務關閉；濱邊升降橋（Shoreside Lift Bridge）也因此關閉。在波特蘭時，除了與森達科家族競爭外，也有與工會領袖談判。通過恐嚇、威迫等手段後，最後回復了波特蘭與史丹頓島之間的渡輪服務；卡拉漢大橋完成一部份的建築。
在斯唐顿島中，薩爾瓦多·里昂要求東尼殺掉市長羅傑·霍爾（Roger C. Hole），行刺成功後自由城舉行市長選舉，唐納德（Donald Love）及麥歐·歐唐諾凡（Miles O'Donovan）競選。唐納德接到一輪恐嚇後退選，麥歐·唐諾凡成為了市長。另外，東尼為了亞迪的牙買加黑幫取得了新港的控制權，也控制森達科家族的車輛襲擊佛瑞利家族的手下，造成內訌，使其黑幫組織里昂家族成為最強大的黑幫。與此同時，他中下一名假扮成教堂神父的記者納德‧伯納（Ned Burner）的圈套，製造新聞，然後第一時間播送，成為最佳記者。後來被東尼殺死。
在新市長麥歐·歐唐諾凡的講話中，自由城永遠都有渡輪服務後，濱邊升降橋回復運作。在此同時，薩爾瓦多·里昂被聯邦調查局（FBI）拘捕。監禁在濱邊角警察局。同時，唐納德為取得爱维利‧卡灵顿的史丹頓堡設計草圖而將其殺掉，惹怒了其保標組織哥倫比亞聯盟。後來，他為了在史丹頓堡進行「重建」，要求東尼在舊隧道炸毀該區域。由於讓區域同時為佛瑞利家族的控制區，佛瑞利家族後來也消失了。唐那·勒夫及後因比遭濱邊角的強勢黑幫－哥倫比亞聯盟追殺而逃離自由城。
而東尼也接受了一個日本的婦人Toshiko的要求，「解放」她而對其丈夫報復。而他的丈夫葛西一樹同時也是史丹頓島的黑幫－山口組的領導人。後來其丈夫被東尼殺掉，而Toshiko自殺。後來賭場繼承至其弟弟（Kenji Kasen）手中。
薩爾瓦多·里昂前往法院受審時受到西西里黑手黨的襲擊。東尼後來護送到法院，並當庭釋放。後來西西里黑幫綁架市長，東尼及薩爾瓦多前往營救，將西西里黑幫殺盡。營救成功後而市長為報答而答應為薩爾瓦多·里昂做事。

俠盜獵車手：自由城故事中的卡拉漢大橋（Callahan Bridge）仍在建築中。

### 角色
有些人物角色只有在1998年才會出現，如下：
- 東尼·詩比也特（Toni Cipriani）：在俠盜獵車手III中第二次出現過的角色。在俠盜獵車手：自由城故事中首次作為遊戲主角。美籍意裔人，1994年因谋杀敌对帮派人物而潜逃，1998年复出後到里昂家族工作，在凡森左.希利（Vincenzeo“Viniee” Cilli）被主角殺掉後為薩爾瓦多·里昂重用，逐漸成為里昂家族裡的知名人士。在俠盜獵車手III中東尼因為薩瓦瑞多被殺而之前又受薩瓦瑞多重視而升任領導。（Don Antonio Toni）
- 薩爾瓦多（Salvatore）：在俠盜獵車手III、俠盜獵車手：聖安地烈斯及俠盜獵車手：自由城故事中出現過的角色。為里昂家族的領導人（Don Salvator）。東尼為其除盡他的對手家族後成為波特蘭內最大的黑幫領導者。但在俠盜獵車手III中，薩爾瓦多·里昂（Salvatore Leone）被主角克勞迪  （页面存档备份，存于） 報復，被殺後則是由東尼·詩比也特擔任領導。而東尼則和他母親住在一起，並未搬到薩瓦瑞多生前位於波特蘭海灘（Portland Beach）的別墅。
- 凡森佐·西利，是薩爾瓦多的助手。在東尼回到自由城前曾只是一個普通下層的黑幫份子，但因為他談吐高雅且處事圓融而受薩瓦瑞多重視而升任副手。東尼在回到里昂家族後有為他工作一段時間。後因東尼救出遭通緝的薩瓦瑞多而受重用，引來凡森左的不滿。故以道歉為由，引誘他到一艘輪船中，並試圖派出電鋸狂徒殺死東尼失敗，被東尼殺死。
- 瑪利亞（Maria），薩爾瓦多的妻子，曾向東尼表達愛意。
- 保利·森達科（Paulie Sindacco），森達科家族的領導人。他在自由城發展勢力和在里昂家族對抗同時經常回到位於聖安地烈斯（San Andreas）的拉斯雲組華（Las Venturas）總部報告。在其勢力被里昂家族消滅後轉至史丹頓島和濱邊角發展，後來在薩爾瓦多·里昂的要求下在濱邊角的工業區 附近的小溪被東尼炸毀其乘坐的快艇而死。
- 葛西一樹（Kazuki Kasen）:日本國內最大黑幫山口組領袖，其勢力主要是在史丹頓島及濱邊角。有次他打算殺掉他的妻子  及東尼，因東尼與其妻子有婚外情。後來東尼打算到巴佛公園其寓所先發制人，不過他早有預備，乘直升機逃走並派手下殺東尼。後來再賭場決戰，派出持槍的手下試圖攔阻東尼並想用武士刀將東尼殺死，反被東尼殺掉。
- 約瑟夫·丹尼爾 "JD" 奧圖（Joseph Daniel "JD" O'Toole）：一個負責經營森達科家族的性俱樂部的人。但卻在認識東尼後，反過來幫東尼處理里昂家族的事情。他曾決定投靠里昂家族，捨棄森達科家族。但與東尼同行的里昂家族成員Mickey Hamfists因為他的「反常行為」而在波特蘭的廢車廠開槍殺害了他。他的屍體連同車輛一起被投入海中。
- 喬凡尼·卡撒（Giovanni Casa），在波特蘭的中國城有開一家肉舖店，平常行為不檢點，他曾嫖妓，到波特蘭的東北偏遠地區與少女玩樂時被東尼以照相機拍照存證，用來向他媽媽證明卡撒並不是他聽說的好人。後來東尼照媽媽的指示把卡撒騙到工廠後殺害，他的屍肉被做成肉馅後送到他的肉舖店。
- 里昂·麥可菲利（Leon McAffrey），一個腐敗的警官，在史丹頓島警察部門工作，運用手段讓自由城警察不會找上東尼。
- 唐納·勒夫（Donald Love）在俠盜獵車手III及俠盜獵車手：自由城故事中出現過的角色。是史丹頓島的 Love Media 大樓擁有者及經營人。他有參與羅傑·歐死後的市長選舉，不過敗給麥歐·歐唐諾凡。他非常有錢，已招致至當地惡勢力恐嚇及迫害。當他到濱邊角時已經不再像在史丹頓島時的有錢，後來又遭濱邊角黑幫—哥倫比亞聯盟迫害，迫不得已，只好在靠東尼幫他殺退前來為愛維利•卡靈頓(Avery Carrington)復仇的哥倫比亞聯盟後，由東尼載他到機場，搭機逃離自由城。在俠盜獵車手III中重新回到自由城，並重新開始經營他的媒體業，但後來在 俠盜獵車手 III 裡說他又神祕的在自由城失蹤。勒夫有恋尸和喜食人肉的怪癖。
- 羅傑·霍爾（Roger C. Hole）：前任自由城市長。他之所以能當選，完全是靠佛瑞家族幫忙賄選。算是個傀儡。在波特蘭的罷工完結的短暫時間內被主角東尼應薩爾瓦多的指示下殺掉。
- 麥歐·唐諾凡（Miles O'Donovan），現任自由城市長。他曾被西西里黑手黨綁架到波特蘭岩，被薩爾瓦多和東尼聯手救出。代價是他要幫薩爾瓦多「工作」。
- 珍·賀普（Jane Hopper）：使自由城大罷工的工會的領導人。他在做工會主席其間不斷收受貪污。他是一個變過性的人，原為男性。反對興建哥勒行大橋和波特隧道（Porter Tunnel）。在薩爾瓦多的要求下，透過恐嚇的方式迫使他停止罷工行動。
- 東尼的媽（Ma Cipriani）：東尼的生母。在波特蘭的聖馬克經營一家有四、五十年的意大利餐廳。在常人开来举止古怪，总认为东尼不如其父‘够男人’，以致亲自雇请杀手要除掉东尼这个‘家族耻辱’，直到托尼后来正式成为萨尔瓦多家族黑手党员，母子关系才得和解。在GTA3中，托尼似乎脱离了黑道，和母亲一起经营餐馆。
- 納德‧伯納 (  ) ：自由城有名的記者。他假扮神父，诱骗托尼忏悔并指示托尼作案以‘自我救赎’，其间他拍下東尼的作案過程而成為知名記者。但後來因計畫將洩露唐納.勒夫的史丹頓堡建築計畫給潘蘭提克建築公司（Panlantic Construction Compay）而被東尼殺死。
- 愛維利‧卡靈頓 (  )：当诺·拉夫的‘导师’。来自德州，是大型房地產公司老板，擅长用不道德手段拉低对手低价牟利。但其建築計畫會妨礙到史丹頓島的發展及他和哥倫比亞聯盟有密切關係等因素，唐納只好派東尼殺死她以取得建築計畫。但在俠盜獵車手III裡，潘蘭提克建築公司（Panlantic Construction Compay）在唐納.勒夫離開自由城這段時間中重新取回建築計畫而改變了史丹頓堡（Fort Staunton）的建築風格。工地成為哥倫比亞聯盟在史丹頓島根據地之一。
- 西德里克•弗瑟林盖（Cedric"Wayne" Fotheringay）：是自由城摩托车党的首领。最后被东尼在玛利亚的指示下被杀死，绰号韦恩。
- 法蘭科.佛瑞利 （Franco Forelli）：佛瑞利家族的領導。在遊戲中從未出現過。
- 加濑敏子（Toshiko Kasen）：是葛西一树的妻子。在下令东尼去杀死一树之后，表示自己已經獲得自由，於是跳楼自杀。
- 菲爾·卡西迪（Phil Cassidy）：軍火商。於罪惡城市中酒醉誤觸炸彈開關導致失去左手。該角色也在罪惡城市以及罪惡城市傳奇跟俠盜獵車手3中登場。
- 马思默•托里尼：西西里黑手黨（Sicilian Mafia）的最大主力（领导是里昂叔叔）。和薩瓦瑞多.里昂是叔姪關係。但備受薩瓦瑞多厭惡。他為了和薩瓦瑞多競爭，曾計劃拉攏惡魔幫（Diablo）和自由城三合會（Liberty City Triads），但被一旁偷聽的東尼得知而轉告薩瓦瑞多。Msaaimo十分氣憤，於是有天趁夜綁架薩瓦瑞多，打算殺死他。但被東尼擊斃兩名手下而救走他。馬斯默自此未出現在遊戲中。

但後來薩瓦瑞多準備拘提到位於史丹頓島的法院受審，護送的警車半途遭西西里黨人用火箭筒炸毀。東尼知道他們意圖殺死薩瓦瑞多，於是親自護送他到法院並當庭釋放。Msaaimo不同意市長作法而綁架了他到波特蘭岩（Portland Rock）。東尼及薩爾瓦多前往營救，將西西里黑幫殺盡並炸毀其直升機，他墮海而死。

## 武器

東尼·詩比也特手持短管霰彈槍

在遊戲中玩家可以選擇不同的武器，而玩家不能同時攜帶同一種類的武器。俠盜獵車手：自由城故事共有十種武器。

1. 拳頭：拳頭、手指虎
2. 毆打：小刀、菜刀、球棒、螺丝起子、消防用斧頭、冰上曲棍球棒、武士刀、警棍（十手）、電鋸
3. 手枪：9mm手槍 （格洛克17）、左輪手槍（點357麥格農）
4. 霰彈枪：伊薩卡37（分為標準型霰彈槍和短管型霰彈槍）、連射霰彈槍（Spas-12）
5. 冲锋枪：靜音（Tec-9）、微型衝鋒槍（Mac-10、烏茲）、HK MP5K
6. 步枪：AK-47、M4卡宾枪（柯尔特M4A1突击步

枪）
1. 重武器：火箭炮（RPG-7）、M134（三管）、火焰喷射器
2. 手榴弹：手榴弹、遙控炸弹、燃烧瓶
3. 狙击步枪：PSG-1（紅外線瞄準器）、狙擊步槍（雷明登700）
4. 其他：雷管（與汽車炸彈和遙控炸弹一起使用）、照相機

## 電台
自由城故事內有十個電台，包括版權音樂及專為遊戲製作的音樂。十個電台的頻道如下：
- Head Radio
- Double Clef FM
- K-Jah
- Rise FM
- Lips 106
- Radio Del Mundo
- MSX 98
- Flashback FM
- The Liberty Jam
- LCFR

## 畫面

Beta 版本的遊戲擷圖。在圖中可以看見東尼·詩比也特。東尼·詩比也特在 Beta 版本的樣子及廣場上的廣告版與正式版不同，不過廣告版與俠盜獵車手III的一樣。

自由城故事改用"Image Metrics"引擎作為主角臉譜。

## 多人遊戲
PSP版本的自由城故事擁有單人模式，給最多6位玩家透過Wi-Fi進行多人無線遊戲。多人遊戲模式下共有7種模式，可以挑選在單人模式內的人物。但在PS2和移動版本卻沒有這個功能。
多人遊戲的模式：
- 自由城生還者（Liberty City Survivor）
- 保護生意（Protection Racket）
- 向外伸展（Get Stretch）
- 熱門模式（The Hit List）
- 街頭戰事（Street Rage）
- 網羅模式（The Wedding List）

## 自定電台歌曲
PSP版本的自由城傳奇像俠盜獵車手:聖安地列斯和俠盜獵車手4的XBOX及PC版本一樣，能夠加入自己喜歡的歌曲在自定義電台播放。
遊戲發行後不久，Rockstar Games在其官方網站中的下載區可下載 "Rockstar Custom Tracks v1.0" 。

## 手机版
Rockstar Games宣布，遊戲於2015年12月17日在iOS平台上發售，而Android平台則在2016年2月11日推出，Rockstar宣稱可以提供更好的光影效果。

## 外部連結

### 官方網站
- 官方網站 （页面存档备份，存于）
- Gamespot Union 網站 （页面存档备份，存于）

### 遊戲資源
- 互联网电影数据库（IMDb）上《俠盜獵車手：自由城故事》的资料（英文）
- MobyGames網站 （页面存档备份，存于）
- StrategyWiki